# Mercedes-Benz W142

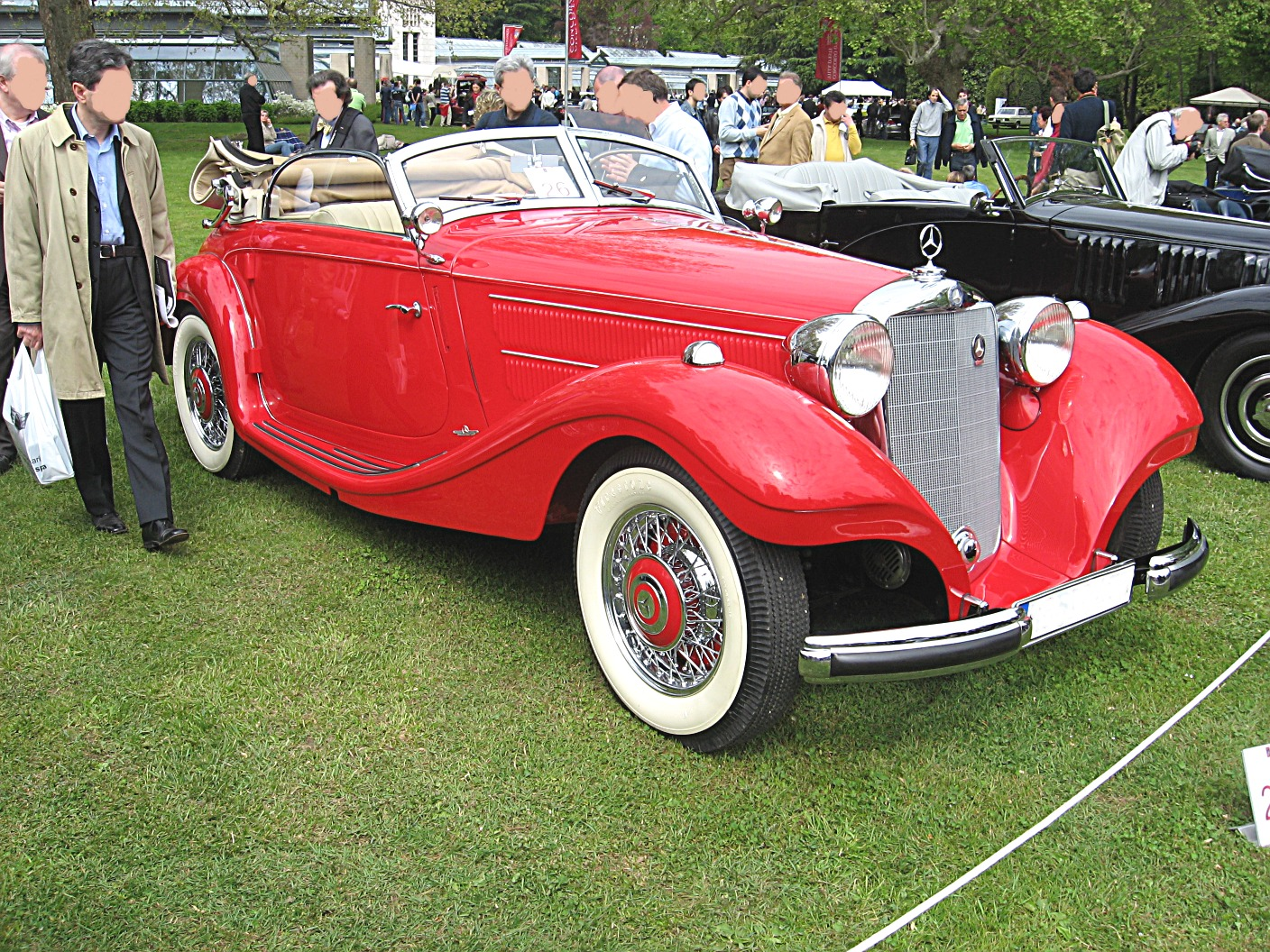

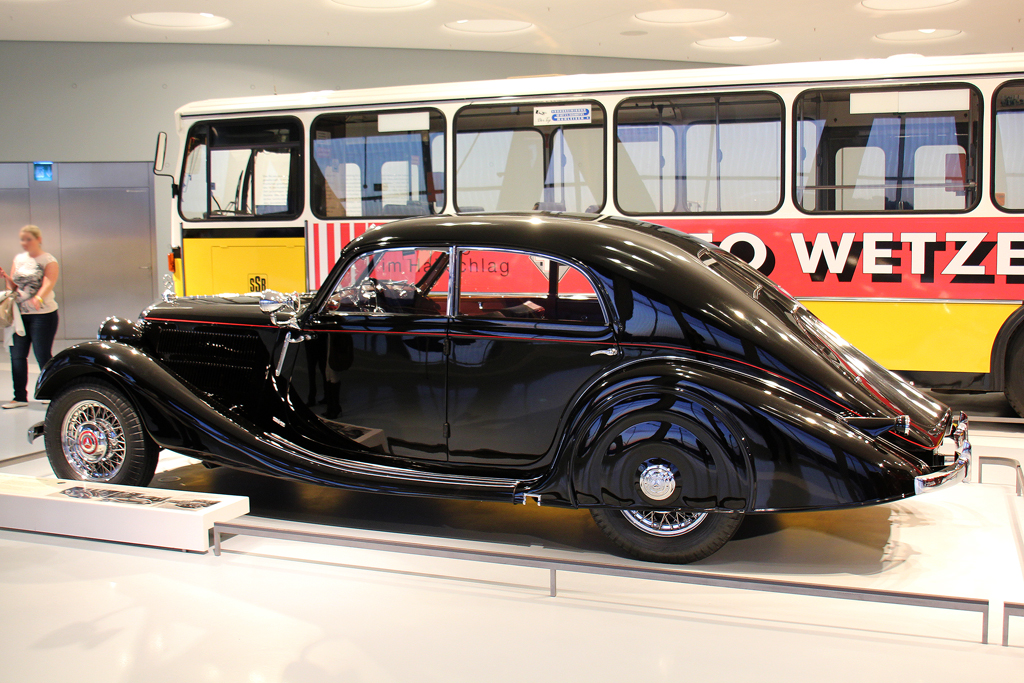
Mercedes-Benz 320 Stromlinien-Limousine 1939

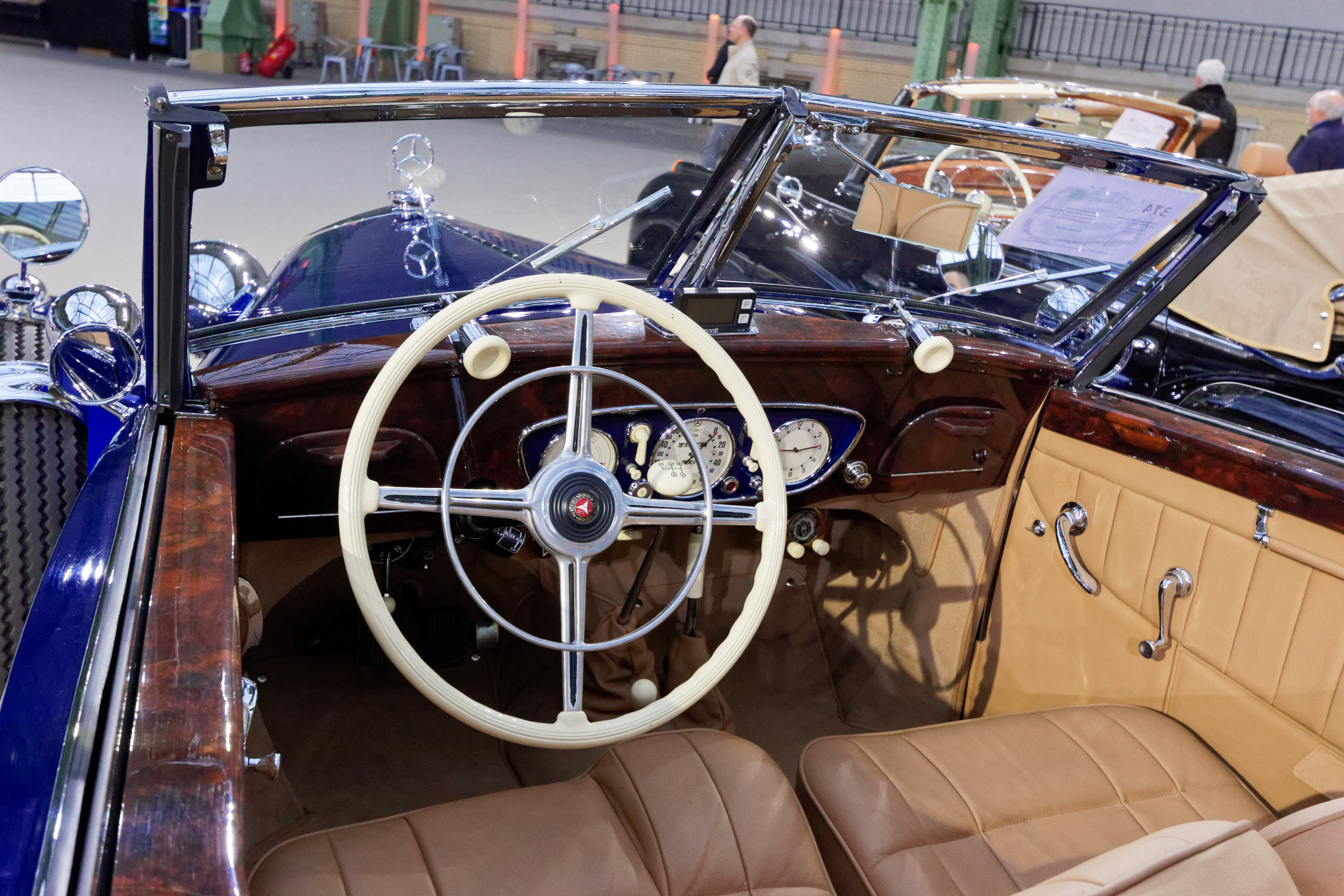

Mercedes-Benz W 142 (Mercedes-Benz Typ 320) — легковий автомобіль із шестициліндровим двигуном, випущений у лютому 1937 року як наступник Mercedes-Benz Typ 290 (Mercedes-Benz W 18). Автомобіль був відомий під назвою Typ 320 на момент виробництва та експлуатації, але озираючись назад, його зазвичай називають заводським номером Mercedes-Benz «W142», що дає більш однозначну та унікальну номенклатуру.
Всього виготовили 7.052 автомобілів.

## Двигуни
- 1937–1938: 3,208 см3 M142 I6 78 к.с.
- 1938–1942: 3,405 см3 M142 II I6 78/80 к.с.